# Flight shame

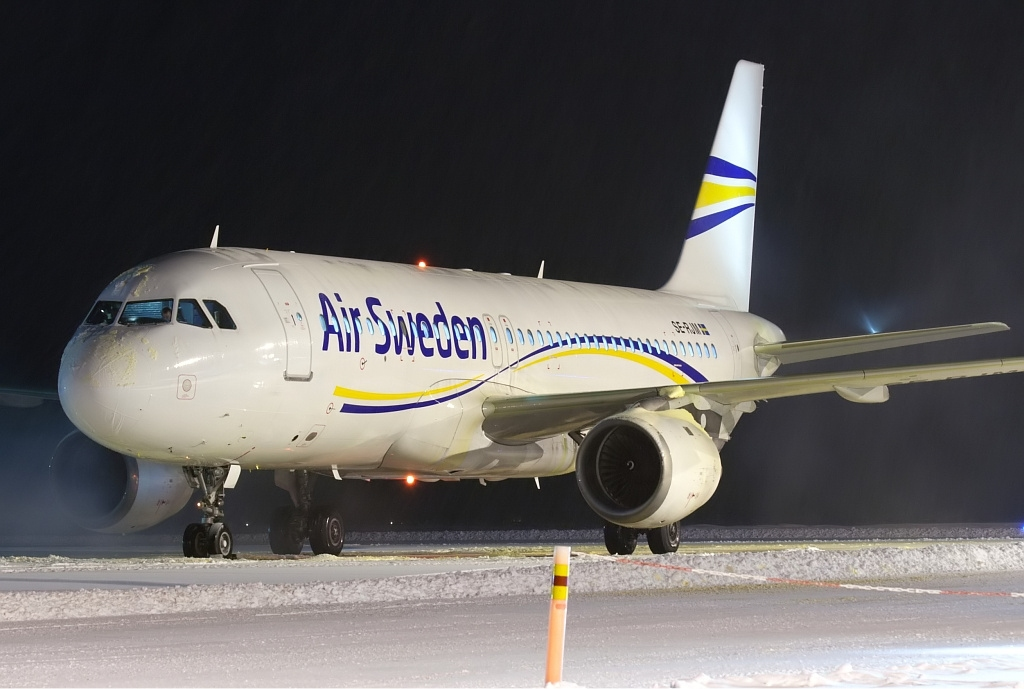
Un Airbus A320 di Air Sweden

Flight shame, termine inglese tradotto dallo svedese flygskam, indica letteralmente la "vergogna di volare". Esso designa un vero e proprio movimento, nato in Svezia nel 2018, che dissuade le persone dalla scelta di volare in aereo, per ridurre le emissioni di anidride carbonica al fine di contrastare il cambiamento climatico.

## Origine
L'atleta olimpico Bjorn Ferry è stato tra i promotori dell'iniziativa, avendo deciso di partecipare unicamente ad eventi tenuti in località che potessero essere raggiunte in treno. Al movimento flygskam ha aderito anche la cantante (nonché madre della giovane attivista Greta Thunberg) Malena Ernman, che ha dichiarato pubblicamente di voler smettere di volare in aereo. Numerose star e celebrità svedesi hanno fatto lo stesso. La stessa Greta, per viaggiare attraverso l'Europa in occasione del suo tour di due settimane, ha voluto viaggiare in treno, riducendo così la sua impronta ecologica. Secondo i risultati del calcolatore di CO2 fornito dalla compagnia ferroviaria, la Thunberg e suo padre, che l'ha accompagnata nel viaggio, hanno evitato l'emissione di circa 400 kg di diossido di carbonio a testa, e cioè circa 1/10 delle emissioni prodotte mediamente da un cittadino svedese. Per il suo viaggio negli Stati Uniti nel 2020, l'attivista ha invece optato per la barca a vela, sia per l'andata, sia per il ritorno.

## Tågskryt
Dal diffondersi del movimento flygskam deriva un'altra neonata tendenza, denominata tågskryt; il termine, tradotto letteralmente, indica il "vanto del treno", ossia l'intenzione di ridurre al minimo gli spostamenti aerei, preferendo quelli ferroviari, e di rendere pubblica questa scelta attraverso i social media. Numerosi utenti delle varie app social hanno pubblicato immagini che riportano l'hashtag #tågskryt o #jagstannarpåmarken ("#iorestoaterra"). È anche stato creato un gruppo Facebook dal nome Tågsemester, che in italiano vuol dire "vacanza in treno", a cui sono iscritti, ad oggi, circa 115.000 utenti. Un sondaggio del WWF sostiene che il 18% degli svedesi abbia rinunciato a spostarsi in aereo, al fine di ridurre il proprio impatto sull’ambiente, preferendo l'alternativa del treno.
Ancora, gli svedesi hanno coniato il termine att smygflyga, "volare in segreto", che denota l'atteggiamento di chi continua a servirsi del trasporto aereo.

## Conseguenze
I consumatori sono sempre più consapevoli dell'impatto ambientale causato dal trasporto aereo; per questo, diverse compagnie aeree svedesi hanno riscontrato un calo nell'acquisto dei biglietti: nei primi tre mesi del 2019, i viaggi aerei in Svezia sono calati del 4.5%. Al contrario, la vendita di biglietti per viaggi in treno aumenta costantemente: il gestore delle ferrovie statali svedesi SJ nel 2018 ha venduto un milione e mezzo di biglietti in più rispetto all'anno precedente, con un record di 32 milioni di passeggeri. Compagnie leader del settore, quale EasyJet, hanno dichiarato di voler investire 10 milioni di sterline per ridurre le emissioni di CO2 prodotte dai loro voli.
Sebbene le emissioni di diossido di carbonio dovute all'aviazione costituiscano solo il 2% del totale annuale nel mondo, è ben noto che i viaggi aerei producano altri gas, pericolosi nei termini del riscaldamento globale, visibili nelle scie che gli aeromobili si lasciano dietro durante le loro tratte. È questo un rischio riconosciuto dal direttore esecutivo della Scandinavian Airlines, che ha definito tale problema una "questione etica". L'industria dell'aviazione sta cercando di ridurre la sua impronta ecologica: nuove tassazioni hanno permesso il taglio dell'1% delle emissioni annue. Il fenomeno del tågskyrt resta prevalentemente europeo, ad ora; eppure, l'intera industria aerea si è detta preoccupata, tramite la voce di Alexandre de Juniac, capo dell'Associazione Internazionale del Trasporto Aereo, preoccupato che il sentimento del flygskam  "cresca e si diffonda". Vista la scarsa affluenza al trasporto aereo, la Scandinavian Airlines sta cercando di rendere sempre più sostenibili i propri voli: dalla sostituzione dei vecchi e inquinanti McDonnell Douglas MD-80 con i più moderni Airbus A320, all'impiego di sedili con postazioni più leggere (per ridurre peso e consumi dei velivoli).
Comunque, viste le difficoltà incontrate nel rendere i viaggi aerei ancora più green in termini tecnologici, i sostenitori di flygskam sono concordi sul fatto che la soluzione migliore sia per il momento quella di volare di meno.